# Mark Phillips (politico guyanese)
Mark Anthony Phillips (Georgetown, 5 ottobre 1961) è un militare e politico guyanese, dal 2 agosto 2020 Primo ministro della Guyana. Eletto sotto la presidenza di Irfaan Ali, è subentrato a Moses Nagamootoo.

## Biografia
Mark Phillips è nato il 5 ottobre 1961, a Georgetown, Guyana, presso il Georgetown Public Hospital Cooperazione (GPHC), figlio di  Medford Phillips e Cynthia Alexander.  All'età di 5 anni, i suoi genitori si trasferirono a Christianburg, Linden, dove suo padre era muratore che lavorava nell'industria della bauxite. Sua madre morì quando lui aveva 7 anni e, insieme a uno dei suoi fratelli, fu allevato esclusivamente da suo padre.
Phillips ha frequentato la Christianburg Primary School, poi la Christianburg/Wismar Secondary School, conosciuta anche come la scuola multilaterale, dove ha completato con successo il General Certificate Examination (GCE) e il Caribbean Secondary Education Certificate (CSEC).  È stato inizialmente impiegato come insegnante di recitazione presso la Linden Foundation School, poi come analista di laboratorio presso la Bauxite e Allumina Laboratori di GUYMINE nel 1980.

## Carriera militare
Nel dicembre 1980, si unì alle Forze di difesa della Guyana come Ufficiale cadetto e si è recato nel Regno Unito per l'addestramento militare al corso standard per ufficiali presso la Reale accademia militare di Sandhurst. Addestrato in Brasile, ha prestato servizio come ufficiale delle forze speciali diventando paracadutista. Successivamente, ha ricoperto incarichi a livello tattico e operativo della Forza di difesa della Guyana e si è ritirato come brigadiere (MSS), il più alto riconoscimento militare nazionale della Guyana. Ha ricevuto la Military Service Star dopo aver prestato servizio per oltre 36 anni.
Durante la sua permanenza nelle Forze di Difesa della Guyana, il brigadiere Phillips ha conseguito un Master in Scienze in Gestione pubblica presso La Pontificia Universidad Católica Madre y Maestra nella Repubblica Dominicana e per conseguenza parla correntemente lo spagnolo.Ha due diplomi post-laurea, uno in Studi avanzati sulla difesa e sulla sicurezza presso l'Inter-American Defense College di Washington e un altro in Studi sulla difesa, presso il United States Army Command and General Staff College (CGSC) a Fort Leavenworth, Kansas. Ha inoltre conseguito una laurea in scienze sociali in gestione pubblica presso l'Università della Guyana.

### Capo di Stato Maggiore della Difesa (2013-2016)
Il brigadiere Phillips ha comandato a tutti i livelli delle Forze di difesa della Guyana. Prima di essere nominato Ispettore generale nel 2011, ha servito come Colonnello Amministrazione e Alloggiamento e Colonnello Stato Maggiore. Phillips è stato anche capo della delegazione della Guyana presso l'Inter-American Defense Board dal 2008 al 2009, ed è stato addetto militare non residente della Guyana in Venezuela. È stato promosso al grado di brigadiere nel 2013 dal Presidente Donald Ramotar, prima di assumere il comando delle forze di difesa. È stato nominato capo di stato maggiore delle Forze di difesa della Guyana nel settembre 2013 e ha ricoperto tale posizione fino al suo pensionamento nell'ottobre 2016.
Subito dopo il suo pensionamento, Phillips è stato inserito nella International Hall of Fame del CGSC, Kansas, USA. Questo riconoscimento  viene conferito ai laureati che hanno raggiunto la più alta carica militare nei rispettivi paesi.